# Electrosexual
Electrosexual, de son vrai nom Romain Fréquency, est un DJ, producteur de musique (techno et musique électronique) et réalisateur de vidéo-clips français, né le 28 juillet 1975.

## Biographie
Guidé par ses machines primitives et analogiques « atteignant souvent le fétichisme » comme le souligne Ann Shenton du groupe Add N to (X) , Electrosexual  développe un son électronique organique de basses et rythmes percussifs.
Electrosexual commence à composer en 2000 alors qu'il vit à Toulouse, 2003 fut l'année où il acheta son vieux synthé Korg lors d'un séjour à Montréal. Il collectionne depuis de vieux synthés analogiques Korg, Moog & Roland.
Il est le précurseur en France du mouvement Electro-Sex, un genre musical regroupant notamment les artistes Peaches, Lesbians on Ecstasy, Shunda K. (Yo! Majesty), Scream Club & Ssion, avec lesquels Electrosexual a déjà travaillé. 
Il produit également des remixes notamment pour les artistes David Carretta, et Robots in Disguise. Il a travaillé avec l’artiste folk Mirah pour son dernier album sur le label mythique américain de Calvin Johnson : K Records.
La musique d'Electrosexual est inspirée par la techno et la house music de Inner City et prend racine chez des groupes tels que KLF, Jam & Spoon, elle se définit par un éclectisme affirmé et un goût pour l'underground.
Il arpente les scènes européennes au Berghain de Berlin, La Machine du Moulin Rouge de Paris ou le Paradiso d’Amsterdam, entre hymnes techno, new wave et house inspirée.
Après ses récents remixes pour les artistes Billie Ray Martin & Aerea Negrot, Desireless, Noblesse Oblige & Hanin Elias, Electrosexual présente en 2014 son premier album Art Support Machine dans les formats picture-disc vinyle et numérique.
Son récent single Tempelhof (nom de l'ancien aéroport berlinois abandonné) remixé par David Carretta, reçoit le soutien de la scène techno et électronique française : Laurent Garnier, The Hacker, Acid Washed, etc.

## Discographie

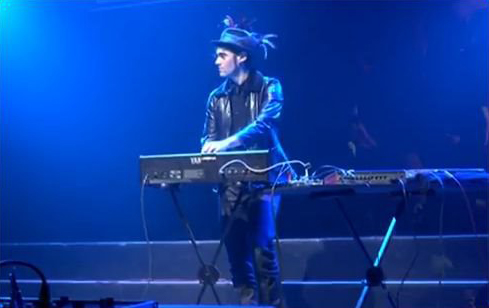
Electrosexual en Live au Paradiso d'Amsterdam en 2010.

### Remixes
- Unconscious Honey - Darkroom Tease (Electrosexual´s extended pleasure remix)
- Karma She – "Why She Dance"(Electrosexual remix) KlubKid Records
- Jørgen Thorvald – "Hypno"(Electrosexual remix) Nu Body Records
- Shero - Berlin Moon (Electrosexual Remix) KlubKid Records
- Sky Deep - I did it (Electrosexual Remix) Reveller Records
- Millimetric - Deflexion (Electrosexual Remix) Nu Body Records
- Rituel - Dreams (Electrosexual Remix) Micronautics
- Autist - Chien (Electrosexual Remix)
- Plasticzooms - Quite Clearly (Electrosexual Remix)
- Hold Me & Kraken (mix & production pour Hanin Elias ) Fatal Recordings
- Lois Plugged & Fruckie - Spleen (Electrosexual Remix) - Boxon Records
- Ostfront - MNSTER (Electrosexual Remix) Out of Line
- Billie Ray Martin & Aera Negrot - Off The Rails (Electrosexual Remix)
- Adan & Ilse - Like Me (Electrosexual Remix)
- aMinus - Morning After thrill (Electrosexual Remix)
- Fantôme - Love (Electrosexual Remix) Cleopatra records / Rough Trade
- Transformer di Roboter "Love Is Not Enough" (Electrosexual Remix) Leonizer Records
- Dualesque "Uncomplicated" (Electrosexual Complicated Remix) Killerrrec
- Desireless & Operation Of The Sun "Sertao" (Electrosexual Remix)
- aMinus Feat Magritte Jaco "Don't Mind Me now" (Electrosexual Remix) Mad Dog & Love Records
- Hedi Mohr Little Red (Electrosexual Remix)
- Tkuz "In The Box" (Electrosexual Remix) Black Leather Records
- Equitant "Body Vehement" (Electrosexual Remix) Black Montanas
- Dead Sexy Inc "Lonesome Poupee" (Electrosexual Remix + Le Bardot Version) Crosslight Records
- The Niallist "Work It" (Electrosexual Remix)
- Steve Morell & Monika Pokorna "Lady Pheres" (Electrosexual Remix) Pale Music International
- Transformer di Roboter "Baghdad Disco" (Electrosexual Remix) Leonizer Records
- Vesto Caino "Dolce Vita" (Electrosexual Remix) Sony/Columbia
- Minor Sailor "Doctor Said" (Electrosexual Remix) Les Boutiques Sonores
- Peaches "Billionaire"(Electrosexual Remix) XL Records
- Robots in Disguise "Wake Up" (Electrosexual Remix) President Records
- Fil Ok "Listen To Me" (Electrosexual Remix) OK Music
- I Monster Sucker For Your Sound Electrosexual Remix Twins Of Evil Records
- Ssion Ah-Ma Electrosexual Remix Sleazetone Records
- Candy Clash 79 (Electrosexual Remix) Sister Records
- Dusti New York Slaves (Electrosexual Slavery) Rock Machine Records
- Keen K & P Muench Connection Flight Electrosexual Radionnection  Perfect Stranger Records
- Mirah Joyride: Remixes (LP) & (CD) Cold Cold Water (Electrosexual & Abberline remix) K Records
- David Carretta Kill Your Radio remixes vol 1 (12") lovely toy (Electrosexual remix) Space Factory Disques
- Punk Bunny  G-Spot & 976 - SLUT (Electrosexual remix)  Crunch Records
- Lesbians on Ecstasy "tell me does she love the bass" (Electrosexual remix) Alien8 Recordings
- Houston Bernard Electric pop vol 3 (2 CD) Str8 Acting (Electrosexual remix) MOFA Schallplatten

### DJ Mixes
- The Acid Tape
- Art Support Mixtape (Tracklistings 2.0)
- The WrangelTape (Wrangelkiez)
- The Machine Tape (Rock Machine Records)
- Long Live The New Flesh (Novafuture)
- The Razortape
- The Beat Tape (Rock Machine Records)
- The VogueTape, Vol. 2 (Rock Machine Records)
- The VogueTape, Vol. 1 (Rock Machine Records)
- The Rock Machine Mix Serie Vol 1 (CDr) Rock Machine Records

### Titres apparaissant sur une Compilation
- Tempelhof (edit) Sur Retro Wave Vol1 (Folistar)
- Tempelhof (David Carretta remix) sur Tsugi Digital 70 (Believe Digital)
- Aussi Belle Qu'une Balle Feat. Magritte Jaco & Emmanuelle 5  on Tribute to Daniel Darc & Taxi Girl - Pleasure Unknown Records / La Baleine

2013 (CD Comp.)
- Demolition (Machine Remix) sur Tsugi Digital Compilation 2012 (MP3 Comp.) Believe Digital
- I Feel Love (Edit) sur Les Jeudis Electro 2011 (Download Card)  Feeling & Sound
- Break You Nice sur Nouveaux Talents Fnac Hiver 2010 (MP3 Comp.) Believe Digital
- Devolution sur la compilation "Toulouse is on the map" réunissant les artistes de la scène électronique toulousaine (CD) Metal Disco Clash
- Trapped Inside (Edit)sur Das Drehmoment 5th Anniversary Compilation "Vol 2" (LP)  Das Drehmoment

## Réalisation de clips vidéo
- Electrosexual "I'm Your Machine" Feat Hard Ton (March 2016, Berlin)
- Electrosexual "Automatic people" Feat Hanin Elias (octobre 2014, Berlin)
- Electrosexual "Heading For The Moon" Feat Sigrid Elliott (avril 2012, Berlin)
- Jessie Evans "Ninos del espacio" (novembre 2010, Berlin) Cast: Jessie Evans, Rubbish Fairy & Lady Baloon.
- Electrosexual  "I Feel Love Music Video" (août 2010, Berlin) Cast: Jessie Evans, Jay Grand.
- Electrosexual & Scream Club "Partytime Music Video" (juillet 2010, Berlin) Casting: Sue Denim (de Robots in Disguise) & Scream Club.
- Electrosexual & Scream Club "Break You Nice Music Video" (mai 2009, Berlin)Tournée dans la galerie Wirr Warr de Berlin.

Casting: The Heartbreaker:Cindy Wonderful, The Foxy Femme:Sarah Adorable, The Hedonist:Sunday Luv, The Sadist: Zoe Vermillion, et Hank Bobbit, Aline & Vaness.
- Fax Art (septembre 2009, Berlin) Film d'Art Commissionné par la biennale d'art de NY2009